# Four Hours Light
Four Hours Light är det svenska indierockbandet Starmarkets tredje studioalbum, utgivet 1999 på Ampersand Records. Skivan var deras första på bolaget.
Skivan utgavs på vinyl av spanska B-Core Disc i en limiterad utgåva om 300 exemplar (200 på svart vinyl, 100 på vit).

## Låtlista
Alla låtar är skrivna av Starmarket.
1. "Dont Leave Me This Way"
2. "Into Your Arms"
3. "Black Sea"
4. "Count Whit Fractions"
5. "When the Light in My Heart Is Out"
6. "Babys Coming Back"
7. "Midnight Caller"
8. "Coming from the Cold"
9. "Without No I"
10. "A Million Words"
11. "Drive By"
12. "Tonight"

## Personal
- Patrik Bergman - bas, melodica, orgel, keyboards
- Paul Bothén - mixning
- Fredrik Brändström - gitarr, sång, piano, orgel, keyboards
- Pelle Gunnerfeldt - producent, inspelning
- Peter Hermanson - piano (spår 5, 12)
- Fredrik Holmstedt - inspelning
- Jesper Löfroth - design, gitarr, bakgrundssång, foto
- Jejo Perković - trummor (spår 5)
- Niko Röhlcke - pedal steel (spår 12)
- Mats öberg - piano (spår 9), synth (spår 9)
- Magnus Öberg-Egerbladh - trummor, slagverk
- Terje Östling - foto

### Fotnoter
1. 1 2 3  ”Four Hours Light”. Discogs.com. http://www.discogs.com/Starmarket-Four-Hours-Light/master/365257. Läst 1 april 2012.